# بالسید
بالسید (به لاتین: Balsid) یک منطقهٔ مسکونی در بنگلادش است که در ناحیه چاندپور واقع شده‌است.